# Plattformdach

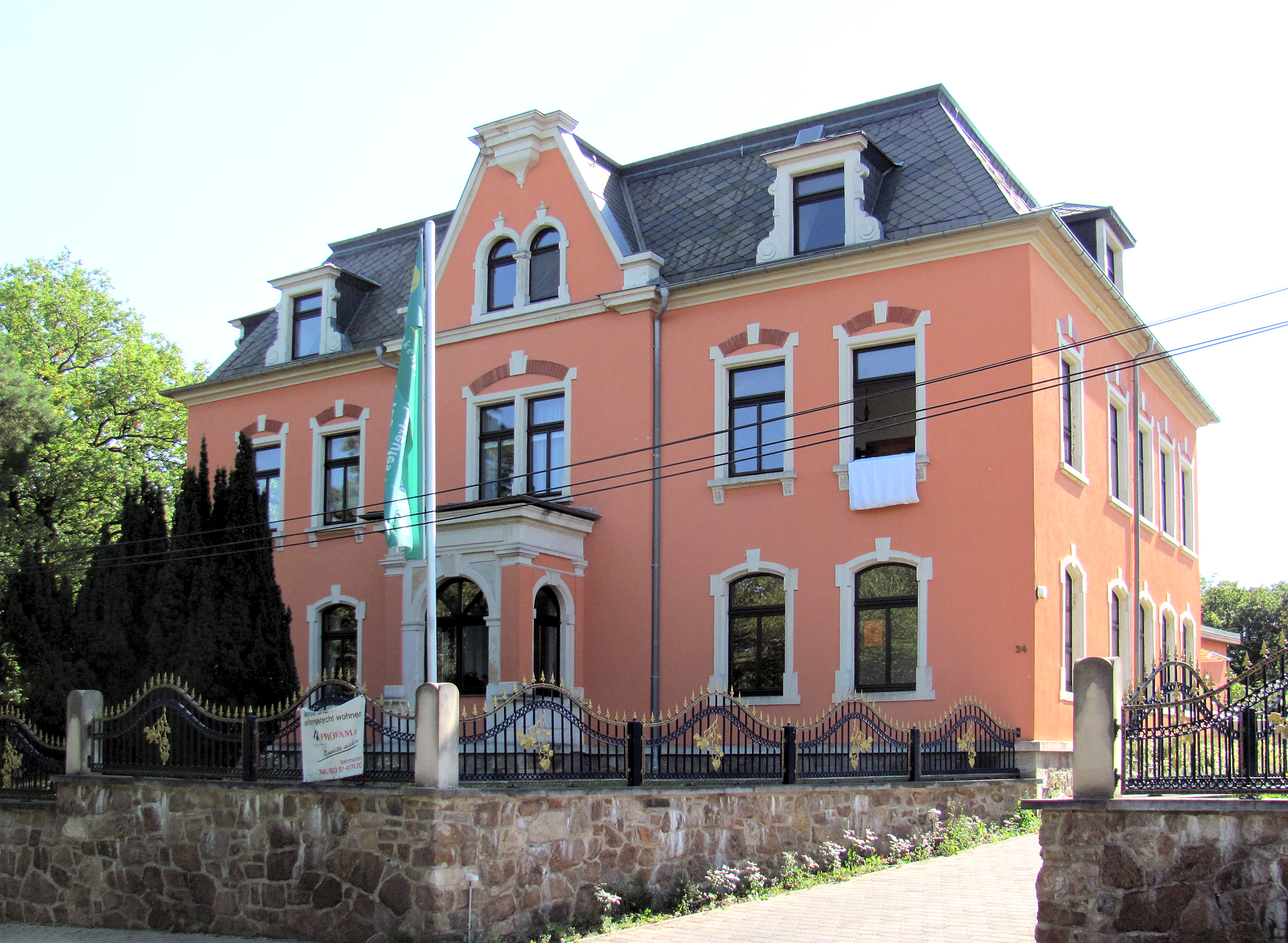
Ein Plattformdach auf dem Volksschulgebäude Oberkötzschenbroda

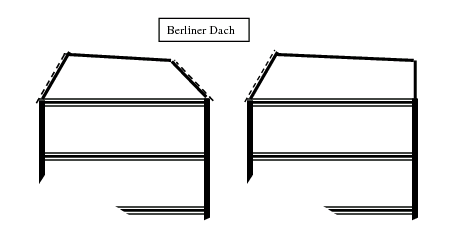
Schnittzeichnungen des Berliner Dachs, die rechte Form wird auch als Stuttgarter Dach bezeichnet

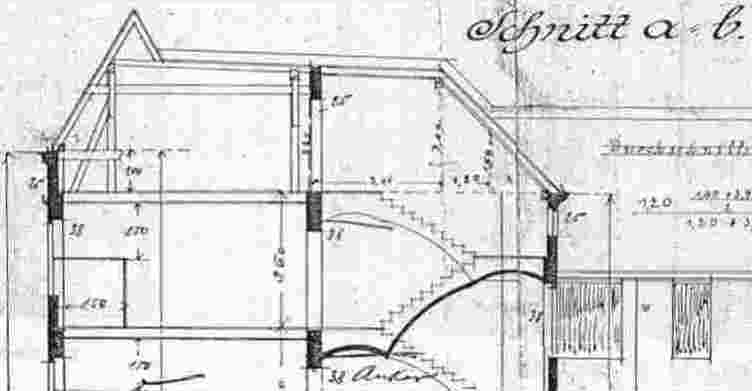
Berliner Dach mit zu einem First hochgezogener Dachschräge an der Straßenseite

Ein Plattformdach, auch Altandach, ist ein flaches (wenig geneigtes) bzw. abgeplattetes Dach mit steil geneigten Dachflächen im darunterliegender Geschoß. An den Seiten ist es angeschrägt. In der Ansicht gleicht das Dachgeschoss historischer Plattformdächer meist dem unteren Teil eines Mansarddachs, dem jedoch das aufsitzende Steildach fehlt, da stattdessen ein Flachdach errichtet wurde. Im Gegensatz zum Mansarddach gibt es daher auch keinen Dachboden.

## Konstruktion
In Otto Luegers Lexikon der gesamten Technik wird für ein Plattformdach eine Dachneigung von 1:10 bis 1:20 angegeben, was einer Dachneigung von etwa 6 bis 3 Grad entspricht.
Im 19. Jahrhundert wurde ein solches Dach mit Blechbahnen, Dachpappe oder nach der Dornschen Methode gedeckt.